# Cenej
Cenej (nebo také Cínev, Thinis, This nebo egyptsky Tjenu) bylo město ve starověkém Egyptě, které mělo být podle Manehta politickým centrem během 1. a 2. dynastie. Po tomto městě se také někdy nazývá toto období obdobím Cínevského království.
Toto město nebylo dosud nalezeno, i když mnoho egyptologů klade jeho umístění do blízkosti starověkého města Abydos do místy dnešního města Džirdžá.